# Eacles cybele
Eacles cybele är en fjärilsart som beskrevs av Olivier 1790. Eacles cybele ingår i släktet Eacles och familjen påfågelsspinnare. Inga underarter finns listade i Catalogue of Life.